# Орлов, Никита Викторович
Никита Викторович Орлов (6 марта 1933, Москва, СССР — 16 июля 2022, Москва, Россия) — советский и российский кинорежиссёр и сценарист.

## Биография
Родился 6 марта 1933 года в Москве.
В 1955 году окончил сценарный факультет Всесоюзного государственного института кинематографии.
В 1955—1959 годах работал редактором, с 1959 года — режиссёром киностудии «Мосфильм».
Выступил режиссёром художественных, документальных и заказных фильмов. Работал режиссёром дубляжа.
Умер 16 июля 2022 года в Москве.

## Фильмография

### Режиссёр
- 1961 — Время революции (короткометражный)
- 1963 — Пропало лето (совместно с Роланом Быковым)
- 1974 — Пётр Мартынович и годы большой жизни (документальный)
- 1974 — «Мосфильму» — 50 (документальный)
- 1978 — Да здравствует Мексика! (документальный)
- 1980 — Путь к медалям
- 1984 — «Мосфильму» — 60 (документальный)
- 1986 — Гонка века
- 1988 — Утомлённое солнце
- 1989 — Рок и фортуна
- 1991 — Призрак

### Сценарист
- 1974 — «Мосфильму» — 50 (документальный)
- 1986 — Гонка века
- 1989 — Рок и фортуна

## Фестивали и награды
- 1965 — V Международная встреча фильмов для молодёжи в Каннах (Франция) — Почётный диплом жюри родителей и детей фильму «Пропало лето».[1]
- 1979 — XI Московский международный кинофестиваль — Почётный Золотой приз «за выдающееся непреходящее значение для развития мирового киноискусства» фильму «Да здравствует Мексика!».[2]